# 奥氏刺蛛蟹
奥氏刺蛛蟹（学名：Cyrtomaia owstoni）为蜘蛛蟹科刺蛛蟹属的动物。分布于日本，包括东海等海域，生活环境为海水，一般栖息于泥质海底。其生存的海拔范围为-900至-65米。